# Catedral de Sant Fulcrà de Lodeva
La catedral de Sant Fulcrà està situada al nucli antic de la ciutat de Lodeva, al departament francès de l'Erau.

## Història
El bisbat de Lodeva té una notable antiguitat, hi ha constància de la seva existència comença des de finals del segle iv. Inicialment l'església era dedicada al màrtir sant Genís d'Arle, decapitat el 303 durant les persecucions de Dioclecià.
Sant Fulcrà de Lodeva, bisbe entre el 949 i 1006 va aixecar la catedral romànica. Aquest personatge va participar en la vida monàstica de la regió fundant el monestir de Sant Peire de Joncels, també fou abat de Gel·lona. Fou molt estimat pels fidels, anys després de la seva mort el seu cos fou trobat incorrupte i fou conservat així fins que els hugonots el van destruir, en 1573. Al segle xv es va canviar l'advocació primitiva de l'església per la de sant Fulcrà.
L'església de l'època de sant Fulcrà fou substituïda per una de nova, gòtica, entre els segles XIII i XV. Els protestants hugonots la destruïren el 1573 i fou restaurada en el segle xvii, època en què es va aixecar de bell nou el palau episcopal. Amb la Revolució fou suprimit definitivament el bisbat (1790).
La catedral es va dedicar a magatzem i es va perdre el seu mobiliari, excepte l'orgue. Durant els segles xix i xx s'hi van portar a terme importants treballs de restauració.

## L'edifici

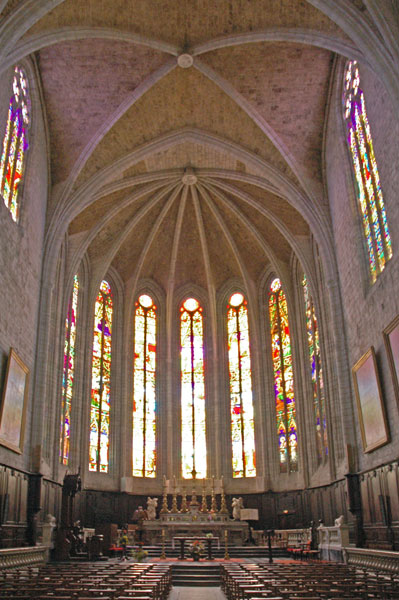
El cor de la catedral
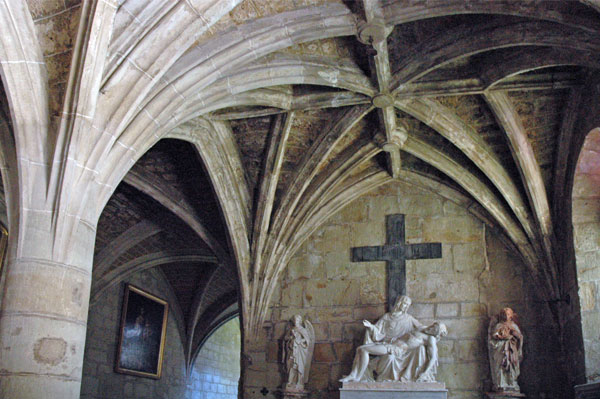
Interior de la catedral
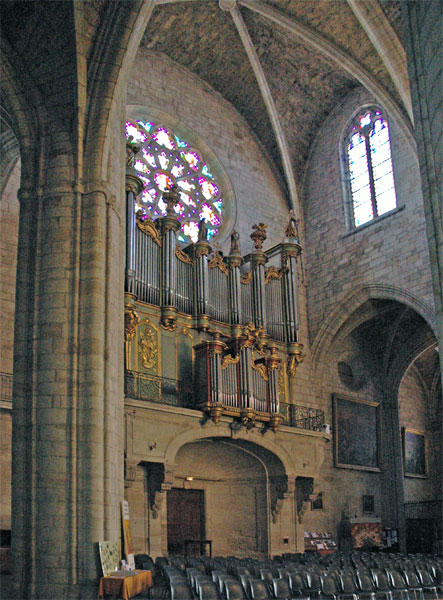
L'orgue
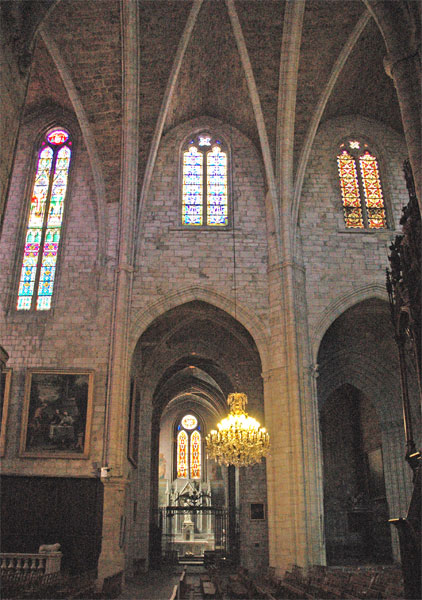
Interior de la catedral

No hi ha restes de cap construcció de l'època de la fundació del bisbat. De l'edifici que va aixecar el bisbe Fulcrà i que es va consagrar el 975, encara ens resta la cripta. L'edifici gòtic actual consta d'una església de tres naus i d'un ampli presbiteri il·luminat amb vitralls. Té un poderós campanar de mitjan segle xiii que inicialment es va aixecar adossat a la nau romànica. Després, entre el 1290 i 1318 es va fer el cor. Més endavant es van fer les naus de l'església i ja al segle xv les capelles laterals, entre els contraforts.
Després l'edifici va patir la destrucció per part dels protestants, que va arruïnar les naus. Aquestes no es van refer fins al 1634-1643, sota el mandat del bisbe Plantavit. En aquella època també es va restaurar el claustre.

## Mobiliari
A causa de la Revolució, la catedral va perdre el seu mobiliari. Encara es conserva l'orgue del segle xviii, el sepulcre del bisbe Plantavit (1650?), els vitralls de l'absis (1854) i la trona del 1867.